# 콘쿠르쉬르루아르

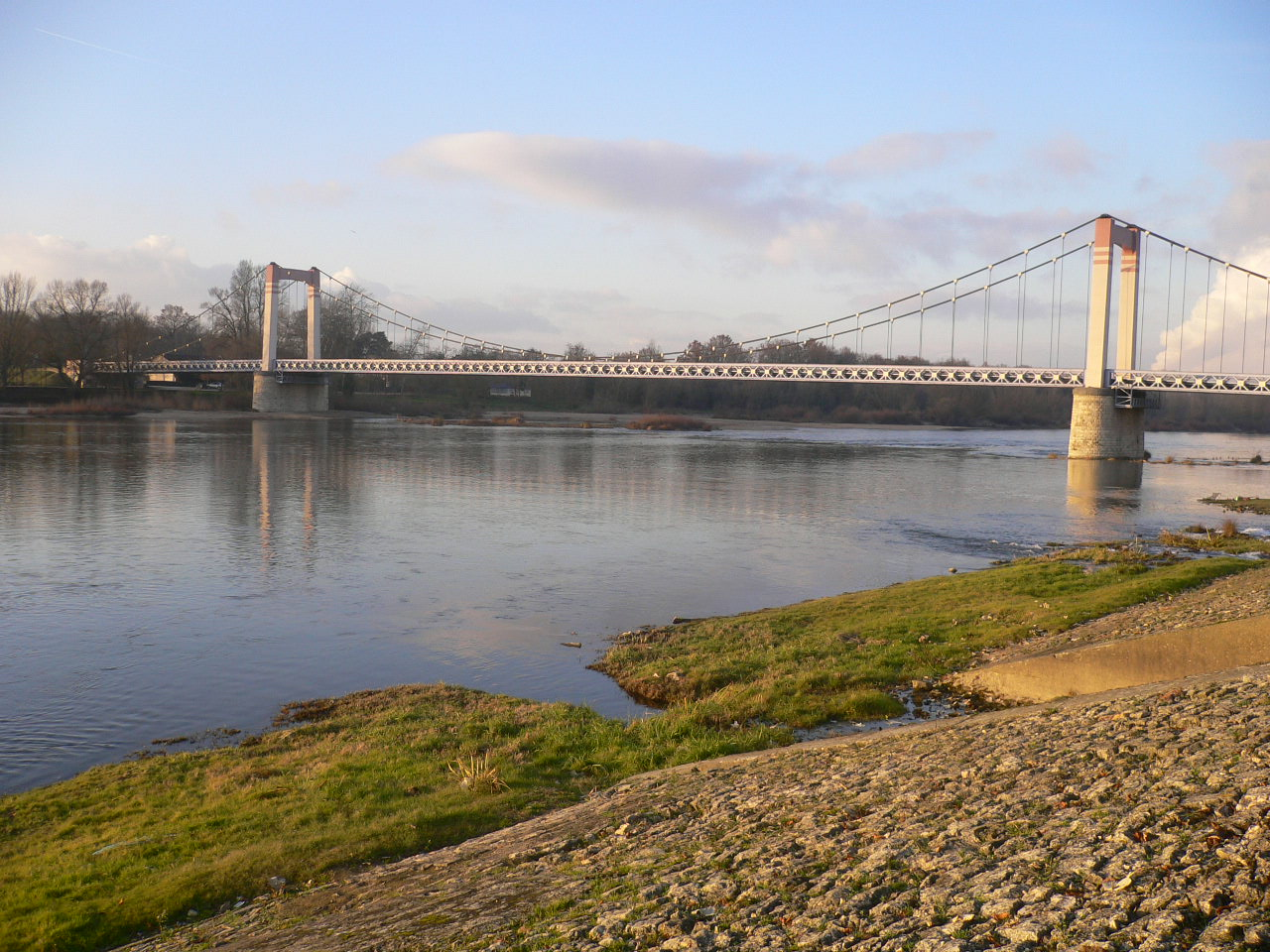
콘쿠르쉬르루아르

콘쿠르쉬르루아르(프랑스어: Cosne-Cours-sur-Loire)는 프랑스 부르고뉴 니에브르주에 위치한 도시로 면적은 53.30km2, 인구는 11,300명(2005년 기준), 인구 밀도는 210명/km2이다.

시 문장